# وینسنت دو وینیو
وینسنت دو وینیو (به انگلیسی: Vincent du Vigneaud) (زاده ۱۸ مه ۱۹۰۱ – درگذشته ۱۱ دسامبر ۱۹۷۸) زیست‌شیمی‌دان آمریکایی، برنده جایزه نوبل شیمی در سال ۱۹۵۵ بود. برای جداسازی، شناسایی ساختار و سنتز کلی پپتید حلقه‌ای اکسی‌توسین.
او در زمینه گوگرد، پروتئین‌ها، به خصوص پپتیدها تحقیق می‌کرد. حتی قبل از کار مهمش روی سنتز اکسی‌توسین، وازوپرسین، او به سبب کارش روی انسولین، بیوتین، ترانس‌متیلاسیون و پنی‌سیلین مشهور بود.
او در سال ۱۹۳۰ هنگامی که در دانشگاه ایلینوی اربانا-شمپین بود به گروه آلفا کای سیگما پیوست.